# NGC 6521
NGC 6521 este o astronomical radio source⁠(d) situată în constelația Dragonul. A fost descoperită în 27 octombrie 1861 de către Heinrich Louis d'Arrest. Se află la o distanță de 89,95 de megaparseci de Pământ.